# مناخ أصغري

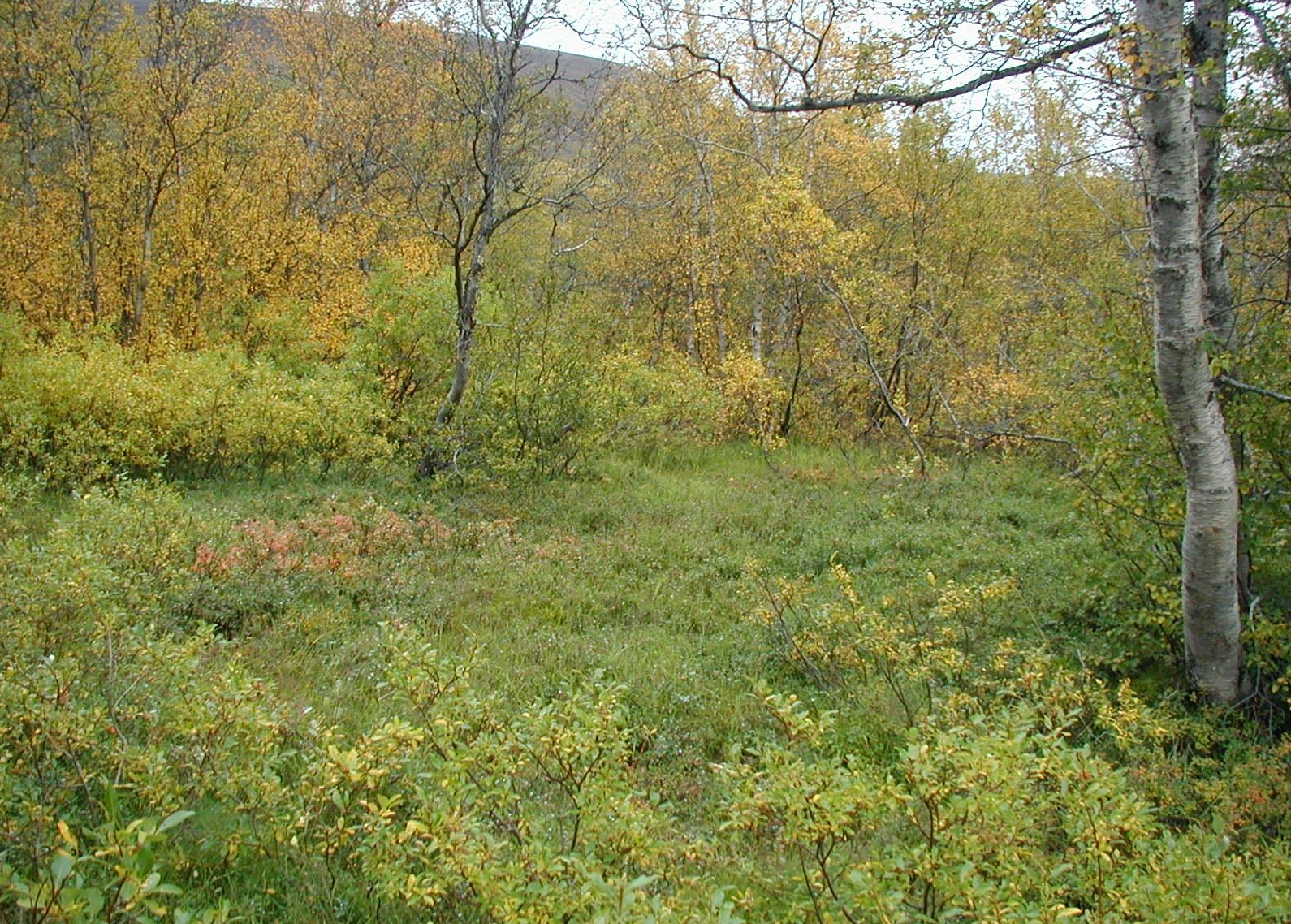
غابة في آيسلندا

المناخ الأصغري أو المناخ التفصيلي أو المناخ المجهري، وهو جزء من الجو قريب من سطح الأرض وملامس له، حيث يتولد المناخ الأصغري عند اختلافات مظاهر السطح التضريسية الأصغرية، ووجود غطاء نباتي أو عدم وجوده، ووجود مظاهر حضارية متمثلة في مراكز عمرانية وصناعية، ومنشات أخرى...إلخ، ويتولد عن ذلك كله مناخات بالقرب من سطح الأرض متميزة كلياً عن المناخ العام ووحداته الأصغرية محكومة بمؤثرات تلك المظاهر، وهكذا فإن مجال دراسة علم المناخ المجهري تكاد تنحصر في الأمتار السفلى القليلة من الغلاف الجوي، ولا يزال كتاب جيجر (Geiger.R)الذي ظهر للمرة الأولى عام 1950م أهم ما كتب في هذا المجال.